# Steak sauce

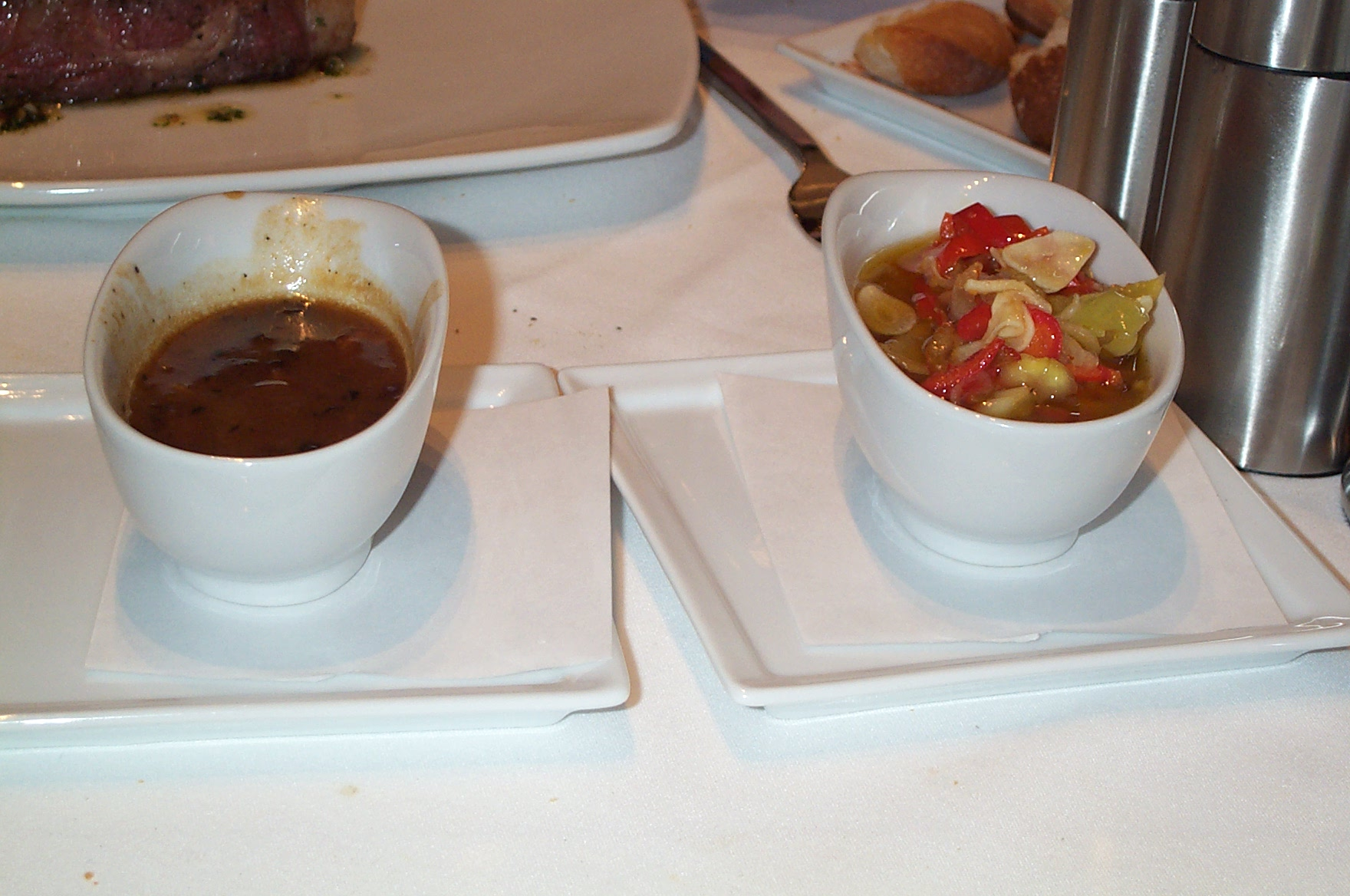
Dos salsas steak sauce.

Steak sauce (o brown sauce en las islas británicas) es una salsa marrón genérica servida como condimento para las carnes. Los dos términos son similares pero no idénticos. En Estados Unidos el nombre implica una salsa de filete (steak sauce) que predominantemente se asocia con la carne de vacuno, mientras que la salsa marrón (brown sauce) se aplica a una gran variedad de alimentos. Las marcas comerciales más conocidas son A1 Steak Sauce en los Estados Unidos, mientras que HP Sauce es más conocido en Reino Unido. En Reino Unido se suele emplear en los bacon sandwiches y en el pie and mash.
En algunos países es comercializada por la empresa Heinz con el nombre de Salsa 57. 